# Сьодершьопинг
Сьодершьопинг (на шведски: Söderköping) е град в югоизточна Швеция, лен Йостерйотланд. Главен административен център на едноименната община Сьодершьопинг. Разположен е около река Стурон. Намира се на около 200 km на югозапад от столицата Стокхолм и на около 60 km на североизток от Линшьопинг. Основан е през 13 век. Има жп гара. Населението на града е 6992 жители според данни от преброяването през 2010 г.

## История
На 29 юли 1281 г. в Сьодершьопинг е коронясана Хелвиг фон Холщайн, съпруга на Магнус Ладулос. Часове по-късно градът изгаря до основи от пожар. Девет години по-късно Магнус Ладулос умира.
В началото на XVII век градът е сред по-големите в Швеция и в него може да се търгува във всеки ден от седмицата, докато в повечето градове това е позволено само в четвъртък.